# Пономаренко, Григорий Фёдорович
Григо́рий Фёдорович Пономаре́нко (2 февраля 1921, Черниговская губерния — 7 января 1996, Краснодарский край) — советский российский композитор, баянист. Народный артист СССР (1990).

## Биография
Родился в селе Моровск (ныне в Козелецком районе Черниговской области Украины) в крестьянской семье.
С 5 лет учился играть на баяне у брата отца — Максима Терентьевича Пономаренко (гармонист, собиратель народных инструментов, мастер по изготовлению баянов). Самостоятельно одолел нотную грамоту. В 6 лет уже играл на всех поселковых праздниках.
После переезда семьи в Запорожье дядя определил его в ученики к профессиональному баянисту Александру Кинебасу. В 12 лет писал музыкальное оформление к спектаклям драматического кружка клуба «Коммунар». В школьные годы был принят на работу баянистом в Дом пионеров, затем — в Дом культуры ДнепроГЭСа.
В 1938 году — в Ансамбле песни и пляски погранвойск НКВД УССР. Работая в Киеве, совмещал выступления с уроками по классу баяна у А. Ф. Магдика в Киевской консерватории. С 1941 по 1947 год — музыкант Ансамбля песни и пляски погранвойск НКВД СССР (позднее МВД СССР), с которым прошёл войну с первого до последнего дня, где написал свои первые песни. В 1947—1949 годах — в Ансамбле песни и пляски МВД СССР.

Григорий Пономаренко

Демобилизовавшись, был принят баянистом в Государственный русский народный оркестр им. Н. П. Осипова (1950—1952). В Москве познакомился с работавшим во Всесоюзном Доме народного творчества им. Н. К. Крупской П. М. Милославовым и в 1952 году был приглашён им в качестве музыкального руководителя и композитора Государственного Волжского русского народного хора (ныне — имени П. М. Милославова) в Куйбышеве (ныне Самара), где работал до 1963 года. В этот период создал немало песен, и именно этот жанр становится основой творчества композитора.
Особенно широкую популярность обрела написанная на стихи поэта В. Г. Алфёрова песня «Ивушка». А в 1959 году композитор во время подготовки концертной программы для Оренбургского хора совместно с В. Ф. Боковым написал другую известную песню — «Оренбургский пуховый платок», ставшую неофициальным гимном Оренбургской области.
В 1963—1973 годах — художественный руководитель народного хора Дворца культуры Волгоградского тракторного завода.
В 1973 году переехал в Краснодар.
Композитором написаны пять оперетт, духовная хоровая музыка (оратория «Всенощное бдение»), концерты для баяна с оркестром, квартеты, пьесы для оркестра народных инструментов, оратории для смешанного хора с оркестром, произведения для домры, баяна, музыка к спектаклям драматического театра, к фильмам, множество песен — в целом около 970 произведений.
Песни композитора исполняли К. Шульженко, Л. Зыкина, И. Кобзон, Л. Лещенко, В. Толкунова, Н. Брегвадзе, Г. Великанова, Е. Шаврина, Т. Гвердцетели, О. Газманов, Н. Бабкина, Н. Кадышева, О.Воронец и др.
Фирмами звукозаписи выпущено более 30 пластинок с произведениями композитора, издано около 30 сборников песен.
Член Союза композиторов СССР (1971).
Погиб в автокатастрофе 7 января 1996 года на объездной дороге вокруг Краснодара (не доезжая 200 метров до поворота на совхоз «Победитель»). Похоронен в Краснодаре на Славянском кладбище.

### Семья
- Гражданская жена — Екатерина Феоктистовна Шаврина (род. 1942), певица. Народная артистка Российской Федерации (1995).
  - Сын — Григорий Григорьевич Шаврин (1963-2025), модельер мужской одежды.
- Первая жена — Клавдия Федоровна Пономаренко (род. 1941), певица[16].
  - Дети — Тарас (род. 1968), Олеся (род. 1970), Мария (род. 1973), Богдан (род. 1976).
- Вторая жена — Вера Ивановна Журавлева-Пономаренко (род. 1954), певица, генеральный директор и художественный руководитель Краснодарской филармонии им. Г. Ф. Пономаренко, профессор. Народная артистка России (1999)[17].

## Звания и награды
- Заслуженный артист РСФСР (1960)[18]
- Народный артист РСФСР (1985)[19]
- Народный артист СССР (1990)[20]
- Орден Отечественной войны I степени (1985)[21]
- Медаль «За оборону Москвы»
- Медаль «За победу над Германией в Великой Отечественной войне 1941-1945 гг.»
- Золотая медаль Советского фонда мира
- Премия имени К. В. Россинского (Администрация Краснодарского края, 1995)
- Почётный член Краснодарской государственной академии культуры (1994)
- Почётный гражданин Краснодара (1988)[19]
- Почётный гражданин Нарьян-Мара (1995)[22].

## Творчество[23][24][25]

### Наиболее известные песни на музыку Г. Ф. Пономаренко[26]
- «По широкой улице проходила конница» (1939)
- «Россия. Опять, как в годы золотые» (сл. А. А. Блока)
- «Сольвейг» (сл. А. А. Блока)
- «В тихий вечер мы встречались» («Сердце помнит эти сны») (сл. А. А. Блока)
- «В темном парке под ольхой» (сл. Г. Ф. Пономаренко)
- «Гармоника, гармоника! Эй, пой, визжи и жги!» (сл. А. А. Блока)
- «Не призывай. И без призыва приду во храм» (сл. А. А. Блока)
- «Я стремлюсь к роскошной воле» (сл. Г. Ф. Пономаренко)
- «Благословляю всё, что было» («О, сердце, сколько ты любило! О, разум, сколько ты пылал!», «Глядят внимательные очи») (сл. А. А. Блока)
- «Не жалею, не зову, не плачу» (сл. С. А. Есенина, 1964)
- «Я по первому снегу бреду. В сердце ландыши вспыхнувших сил» (сл. С. А. Есенина)
- «Выткался на озере алый свет зари» («Где-то плачет иволга, схоронясь в дупло») (сл. С. А. Есенина)
- «Я покинул родимый дом» (сл. С. А. Есенина)
- «Шаганэ ты моя, Шаганэ» («Я готов рассказать тебе, поле, про волнистую рожь при луне») (сл. С. А. Есенина)
- «Здравствуй, златое затишье, С тенью берёзы в воде!» (сл. С. А. Есенина)
- «Эх вы, сани!» (сл. С. А. Есенина)
- «Отговорила роща золотая» (сл. С. А. Есенина)
- «Вы помните, Вы всё, конечно, помните» (сл. С. А. Есенина)
- «Дай, Джим, на счастье лапу мне» (сл. С. А. Есенина)
- «Пускай ты выпита другим» («В глазах осенняя усталость») (сл. С. А. Есенина)
- «Не бродить, не мять в кустах багряных лебеды» (сл. С. А. Есенина)
- «Сыпь, тальянка, звонко» (сл. С. А. Есенина, 1975)
- «Заметался пожар голубой» (сл. С. А. Есенина)
- «Вот оно глупое счастье» (сл. С. А. Есенина)
- «Письмо к женщине» (сл. С. А. Есенина)
- «А где мне взять такую песню» (сл. М. К. Агашиной, 1971)
- «Что было, то было» (сл. М. К. Агашиной, 1965)
- «Подари мне платок» (сл. М. К. Агашиной, 1971)
- «Растёт в Волгограде берёзка» (сл. М. К. Агашиной, 1961)
- «Где-то ветер стучит проводами» (сл. А. В. Софронова)
- «Ивушка» (сл. В. Г. Алфёрова, 1957[27])
- «Эх, Волга — речка» (в соавторстве с В. П. Бурыгиным)
- «Ой, снег-снежок» (сл. В. Ф. Бокова, 1959)
- «Оренбургский пуховый платок» (сл. В. Ф. Бокова, 1959)
- «Ой, завьюжило, запорошило» (сл. В. Ф. Бокова, 1973)
- «Снег седины» (сл. В. Ф. Бокова)
- «Коло-коло-колокольчик» (сл. В. Ф. Бокова)
- «Молодой агроном» (сл. В. Ф. Бокова)
- «Не будите, журавли, вдов России» (сл. Т. Д. Голуб, 1974)
- «Русские матери» (сл. В. Чурсова, 1975)
- «Цветёт черёмуха к похолоданию» (сл. Т. Ю. Коршиловой, 1981)
- «Нарьян-Мар, мой Нарьян-Мар» (сл. И. И. Кашежева)
- «Тополя» (сл. Г. М. Колесникова)
- «Я назову тебя зоренькой» (сл. В. Ф. Бокова)
- «Песня о трудном счастье» («Белая берёзонька всем ветрам покорная…») (сл. В. Ф. Бокова)[28].
- «Ой, Ванюшка, чуб волною» (сл. В. Ф. Бокова, 1953)
- «А снег повалится» (сл. Е. А. Евтушенко, 1965)
- «Эх, любовь-калинушка» (сл. С. А. Есенина, 1971)
- «Заметался пожар голубой» (сл. С. А. Есенина, 1977)
- «Никогда я не был на Босфоре» (сл. С. А. Есенина, 1977)
- «Клён ты мой опавший» (сл. С. А. Есенина, 1954)
- «А я лишь теперь понимаю» (сл. О. Ф. Берггольц)
- «Песня родному краю» (сл. Г. Георгиева)
- «Песня о маме» (сл. Н. К. Доризо)
- «Краснодарская улица Красная» (сл. Н. К. Доризо)
- «Нам ли, братцы, песню не начать» (сл. И. Ф. Вараввы)
- "Ну, а я - крестьянский сын" (сл. С. Есенина) [29]
- «Здравствуй, наша Кубань» (сл. И. Ф. Вараввы)
- «Цветы луговые» (сл. С. П. Красикова)
- «Не поговорили» (сл. О. Левицкого).
- «Белый снег» (сл. Виктора Бокова).
- «Бережна» (сл. Виталий Бакалдин).
- «Желанная моя» (сл. Виталий Бакалдин).
- «Сейнера» (сл. Виталий Бакалдин).
- «Что такое Кубань?» (сл. Виталий Бакалдин).
- «Краснодарский вальс» (сл. Виталий Бакалдин).

### Другие произведения
- гопак для оркестра (1952)
- пьесы для баяна — «Полька» (1951), «Украинская пляска» (1951), «Волжские напевы» (1962)
- марш «Солдатская пехота» для духового оркестра (1953)
- 5 оперетт, в том числе «Старым казачьим способом» (1980) (либретто А. В. Софронова, «Лебединая верность»)
- хоры, в том числе Лениниана (сл. Г. Л. Рублёва, 1980)
- духовная хоровая музыка — оратория «Всенощное бдение»
- концерты для баяна с оркестром
- концерт для домры с оркестром (1950)
- пьесы для оркестра народных инструментов
- оратории для смешанного хора с оркестром
- произведения для домры, баяна
- музыка к спектаклям драматического театра, в том числе «Марюта ищет жениха» Л. Б. Гераскиной (1957, Куйбышев), «Ураган» А. В. Софронова (1977, Москва), телеспектаклю «Умные вещи» по С. Я. Маршака (1968, Волгоград) и фильмам.

### Фильмография
- 1971 — «А где мне взять такую песню… Композитор Григорий Пономаренко» — фильм-концерт, Волгоградская студия телевидения, о песенном творчестве композитора Григория Федоровича Пономаренко. О работе с композитором рассказывает его соавторы — поэты Виктор Боков и Маргарита Агашина. Песни Григория Пономаренко звучат в исполнении Людмилы Зыкиной, Ольги Воронец, Нани Брегвадзе, Александры Стрельченко, Лиляны Петрович (Югославия), Анны Черкинской и Тамары Прогуновой, ВИА «Орэра», ВИА «Голубые гитары», Омского русского народного хора, Волжского русского народного хора. Текст от автора за кадром читает Л. Коновалова. Натурные съемки[30].
- 1973 — Мачеха
- 1976 — Безотцовщина
- 1976 — Девичьи перепевы (короткометражный)
- 1977 — Групповой портрет с дамой (звучит песня «Ох, соловей мой, соловей» на стихи В. Бокова)
- 1988 — «Песня далекая и близкая. Песни Григория Пономаренко» — фильм-концерт, Гл. ред. народного творчества, ведущий — Юрий Бирюков (музыковед). Встреча с советским и российским композитором, народным артистом СССР Григорием Пономаренко — автором многих популярных и всенародно любимых песен — «Подари мне платок», «Что было, то было», «Растет в Волгограде березка», «А где мне взять такую песню». Григорий Пономаренко рассказывает о своем творческом пути и сотрудничестве с поэтами Василием Алферовым, Виктором Боковым, Маргаритой Агашиной, Геннадием Колесниковым[31].
- 1991 — «Авторский вечер композитора Григория Пономаренко» — авторский вечер к 70-летию композитора Григория Пономаренко в Колонном зале Дома союзов. В программе духовная музыка и песни в исполнении Краснодарского государственного камерного хора п/у В. Яковлева, О. Воронец, А. Литвиненко, З. Кирилловой, В. Бурилиной, М. Рожкова, Ю. Чернова, вокального квартета «Иван-да-Марья», Е. Школьниковой, О. Воронец, И. Кобзона, В. Журавлевой, Академического хора русской песни и Концертного оркестра ВГТРК «Останкино» п/у А.Михайлова[32].

## Память

Памятник в Краснодаре

- В 1997 году имя Г. Ф. Пономаренко присвоено Краснодарской филармонии.
- 2 февраля 2001 года в Краснодаре установлен памятник и мемориальная доска на доме, где жил композитор, а 27 февраля 2005 открыт Мемориальный музей-квартира (ул. Красная, 204, 80).
- В 2006 году администрация Краснодарского края учредила премию в области вокально-хорового искусства имени Г. Ф. Пономаренко.
- Имя композитора носит Детская Школа искусств в ст. Выселки Краснодарского края.
- Также именем Г. Ф. Пономаренко названа Детская школа искусств в Туапсинском районе, пгт. Новомихайловском
- Детская школа искусств г. Славянска-на-Кубани, Славянский район, Краснодарский край также носит имя Г. Ф. Пономаренко.
- Именем композитора названа Детская школа искусств в центральном округе Краснодара, которая находится под покровительством В. Журавлевой-Пономаренко.
- Именем Григория Пономаренко названа улица в Прикубанском округе Краснодара.
- На киностудии «Мосфильм» о творчестве Г. Ф. Пономаренко снят фильм «А где мне взять такую песню».